# 黑尔德堡
黑尔德堡（德語：Heldburg，發音：[ˈhɛltbʊʁk]）是德国图林根州希尔德堡豪森县的城市，面积112.74平方千米，2023年12月31日人口为3,322人。该市镇于2019年1月1日由市镇巴特科尔贝格-黑尔德堡、贡珀茨豪森和黑林根合并而成。